# Manglhof
Manglhof (auch Mangelhof) ist eine Wüstung an der Gemarkungsgrenze von Ohrenbach und Miltenberg in Unterfranken.
1831 war der Mangelhof dem Herrschaftsgericht Miltenberg zugehörig.
Im „Topo-geographisch-statistischen Lexicon vom Königreichs Bayern“ mit Daten zum Jahr 1861 wurde Mangelhof als Einöde in der Gemeinde Ohrenbach-Wiesenthal und zur katholischen Pfarrei Weilbach gehörig aufgeführt. In den Daten zur Volkszählung 1871 erscheint der Ort in der Gemeinde Miltenberg mit städtischer Verfassung. Er hat neun Einwohner, vier Gebäude und acht Rindviecher. Als Entfernungen werden angegeben: nach Weilbach 5,5 km, Ohrenbach 1,5 km und Kleinheubach 7,5 km.
In den Daten zur Volkszählung 1885 hat die Einöde sechs Einwohner und ein Wohngebäude. Als Entfernungen werden jetzt angegeben: nach Weilbach 6,0 km, Weckbach 3,0 km und Kleinheubach 8,5 km. Im Ortsregister zur Volkszählung 1900 findet sich kein Ort mit diesem oder ähnlichem Namen.